# Pyramiden von Gizeh
Die Pyramiden von Gizeh in Ägypten gehören zu den bekanntesten und ältesten erhaltenen Bauwerken der Menschheit. Sie stehen am westlichen Rand des Niltals, etwa acht Kilometer südwestlich der Stadt Gizeh (Gîza). Sie sind rund 15 km vom Kairoer Stadtzentrum entfernt und sind das einzige erhaltene der sieben Weltwunder der Antike. Sie zählen seit 1979 zum Weltkulturerbe.

## Baugeschichte

Der Pyramidenkomplex von Gizeh

### Vorgeschichte
Das Pyramidenfeld von Gizeh war schon seit der 1. Dynastie ein bedeutender Friedhof. Hier wurden große Mastabas der 1., 2. und 3. Dynastie ausgegraben. Es ist unklar, in welchem Umfang durch den späteren Friedhof und die Pyramiden der vierten Dynastie solche alten Gräber zerstört wurden.

### Bau der Pyramiden
Die Pyramiden von Gizeh entstanden etwa von 2620 bis 2500 v. Chr. in der 4. Dynastie. Sie wurden auf einem rund 1000 mal 2000 m großen Kalksteinplateau errichtet, wobei mit dem Bau der Pyramiden Nebenpyramiden, Tempelanlagen, Gräberfelder und Arbeiterdörfer entstanden. Bemerkenswert ist, dass beim Bau der Pyramiden keinerlei beräderte Fuhrwerke zum Einsatz kamen, obwohl die Ägypter das Rad zu dieser Zeit wahrscheinlich bereits kannten. Höhenunterschiede beim Bau wurden möglicherweise durch Ziehen der Lasten auf schiefen Ebenen überwunden.
Große Pyramide (Cheops-Pyramide)
Die größte und vermutlich bekannteste Pyramide ist die des Pharao Cheops. Er regierte um 2620 bis 2580 (nach anderer Quelle um 2604 bis 2581) v. Chr. Die Cheops-Pyramide war ursprünglich 146,6 m hoch (heute: 138,75 m), die Seiten sind im Mittel 230,3 m lang und der Rücksprung der Außenverkleidung beträgt 22 Finger auf eine Elle; das entspricht einem Neigungswinkel von 51°50'40". Sie wurde aus rund 3 Millionen Steinblöcken errichtet, deren durchschnittliches Gewicht je bei 2,5 t liegt, und war komplett mit Kalksteinblöcken verkleidet. Im Inneren befindet sich die Große Galerie, die 8,5 m hoch und 47 m lang ist. Den Bau der Pyramide leitete der Baumeister Hemiunu. An das Ende der Galerie schließt die Königsgrabkammer an, in der die Reste eines Granitsarkophages stehen. Des Weiteren existiert die sogenannte Königinnenkammer und die unterirdische erste Grabkammer. An der Ostseite der Pyramide liegen die Überreste des Totentempels und des Aufweges. Der Taltempel ist unter der modernen Stadt begraben. Südöstlich des Totentempels stehen die Pyramidenanlagen für die Königinnen Hetepheres I., Meritites I. und Henutsen, sowie eine Kultpyramide. Auf der Südseite der Cheops-Pyramide stand bis 2021 ein Museum, in dem eine 1954 ausgegrabenen und wieder zusammengefügten Sonnenbarke ausgestellt war.
Mittlere Pyramide (Chephren-Pyramide)
Die mittlere der drei Pyramiden ist die des Pharao Chephren. Er regierte von etwa 2558 bis 2532 v. Chr. Die Chephren-Pyramide war ursprünglich 143,5 m hoch (heute: 136,4 m), die Seitenlänge betrug 215,25 m und ihr Rücksprung beträgt 21 Finger auf eine Elle; der Neigungswinkel beträgt somit 53°10'. Wie auch die Cheops-Pyramide war sie komplett mit Kalksteinplatten verkleidet. Sie wirkt durch ihren etwa 10 m höher gelegenen Standort wegen ihrer nur geringfügig kleineren Größe und Höhe sogar größer als die Cheops-Pyramide, und ihre Spitze ragt über deren Spitze hinaus, weshalb sie von Laien oft für die Cheops-Pyramide gehalten wird. Ein 400 m langer, reliefgeschmückter Aufweg führt vom Taltempel am Sphinxtempel und dem großen Sphinx von Gizeh vorbei bis zum Totentempel und zur Pyramide selbst. Der Taltempel ist 45 m × 45 m groß und 18 m hoch. Die Eintiefungen im Alabasterfußboden zeigen den Standort von einst 23 überlebensgroßen Figuren des Pharaos an. Südlich der Pyramide stehen die Überreste einer kleinen Kultpyramide.
Die 73 m lange Skulptur des Sphinx nördlich des Taltempels und des Aufweges des Chephren wurde aus dem anstehenden Fels gehauen. Der Kopf des Sphinx ist von einem Nemes-Kopftuch mit Uräus-Schlange an der Stirn bedeckt. Zwischen den Vorderpranken steht die Traumstele des Thutmosis IV.
Kleine Pyramide (Mykerinos-Pyramide)
Die kleinste der drei Pyramiden ist die des Pharao Mykerinos. Er regierte von etwa 2532 bis 2503 v. Chr. Die Mykerinos-Pyramide war ursprünglich 65 m hoch, womit sie nicht einmal halb so hoch wie die beiden anderen Pyramiden ist. Die Seiten sind 102,2 m × 104,6 m lang (mittlere Basislänge 103,4 m), und ihr Rücksprung beträgt 22 Finger auf eine Elle, was einem Neigungswinkel von 51°50' entspricht, womit er mit dem der Cheops-Pyramide nahezu identisch ist. Der obere Teil der Pyramide war – ebenso wie die Cheops-Pyramide und die Chephren-Pyramide – mit weißen Kalksteinblöcken aus Tura verkleidet, die unteren 16 Lagen jedoch mit Rosengranit. Die zugehörigen Tal- und Totentempel sind nicht mehr vollständig erhalten. Im Museum von Kairo sind heute die Statuengruppen des Mykerinos ausgestellt, die im Taltempel gefunden wurden. Auf der Südseite stehen drei Königinnenpyramiden, von denen zwei als Stufenpyramiden ausgeführt waren.
Grab der Chentkaus I. (sogenannte „vierte Pyramide“)
Südöstlich der Chephren-Pyramide nahe bei der großen Sphinx steht das auch als „vierte Pyramide von Gizeh“ bezeichnete Grab der am Ende der 4. Dynastie regierenden Königin Chentkaus I. Dieses erst 1932 erforschte Grab hat den Charakter einer zweistufigen Stufenpyramide und wurde ursprünglich für eine unvollendete Pyramide gehalten. Die 45,8 m × 45,5 m messende erste Stufe besteht aus einem Felsquader, der in den lokalen Steinbrüchen stehen gelassen wurde, darauf erhebt sich die gemauerte, mastabaähnliche zweite Stufe. Das Bauwerk war wie die großen Pyramiden mit Kalkstein verkleidet und erreicht eine Höhe von 17 m. Bei diesem Grabbau lag eine Siedlung für die Priesterschaft und ein Schiffsgrab, womit es mit den Attributen eines vollwertigen Herrschergrabs ausgestattet war.

### Nach der 4. Dynastie
Gizeh war im Alten Reich ein bedeutender Friedhof und wurde wohl erst mit Beginn der Ersten Zwischenzeit aufgegeben. Aus dem Mittleren Reich sind wenige Überreste erhalten, und es ist auffällig, dass sich aus dieser Zeit ein Totenkult an den Pyramiden kaum nachweisen lässt. Erst aus der Zeit des Neuen Reiches und der Spätzeit gibt es dagegen in Gizeh wieder bedeutende Grabanlagen. Es sind Restaurierungsarbeiten an den Tempeln und Pyramiden bezeugt.

Pyramiden von Gizeh aus ca. 600 m Höhe, Ballonaufnahme von Eduard Spelterini, ca. 1904
Luftaufnahme von 1929
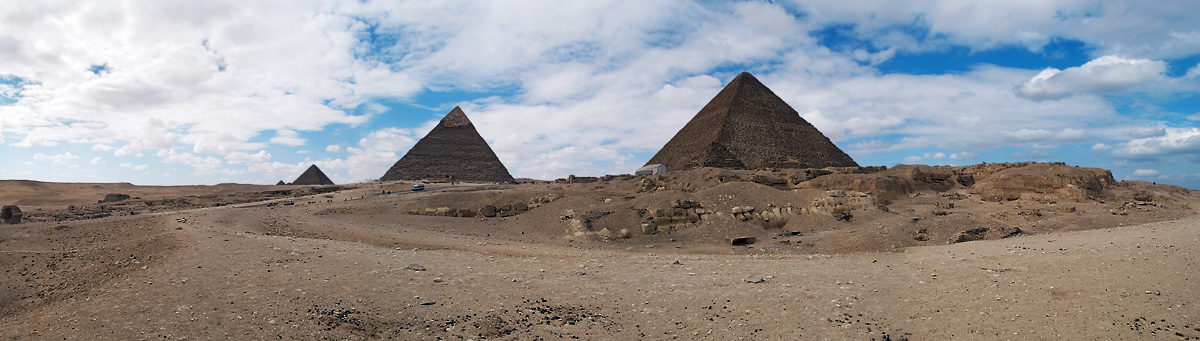
Panorama des Pyramidenplateaus
Westansicht der Pyramiden, im Hintergrund im Dunst das Niltal
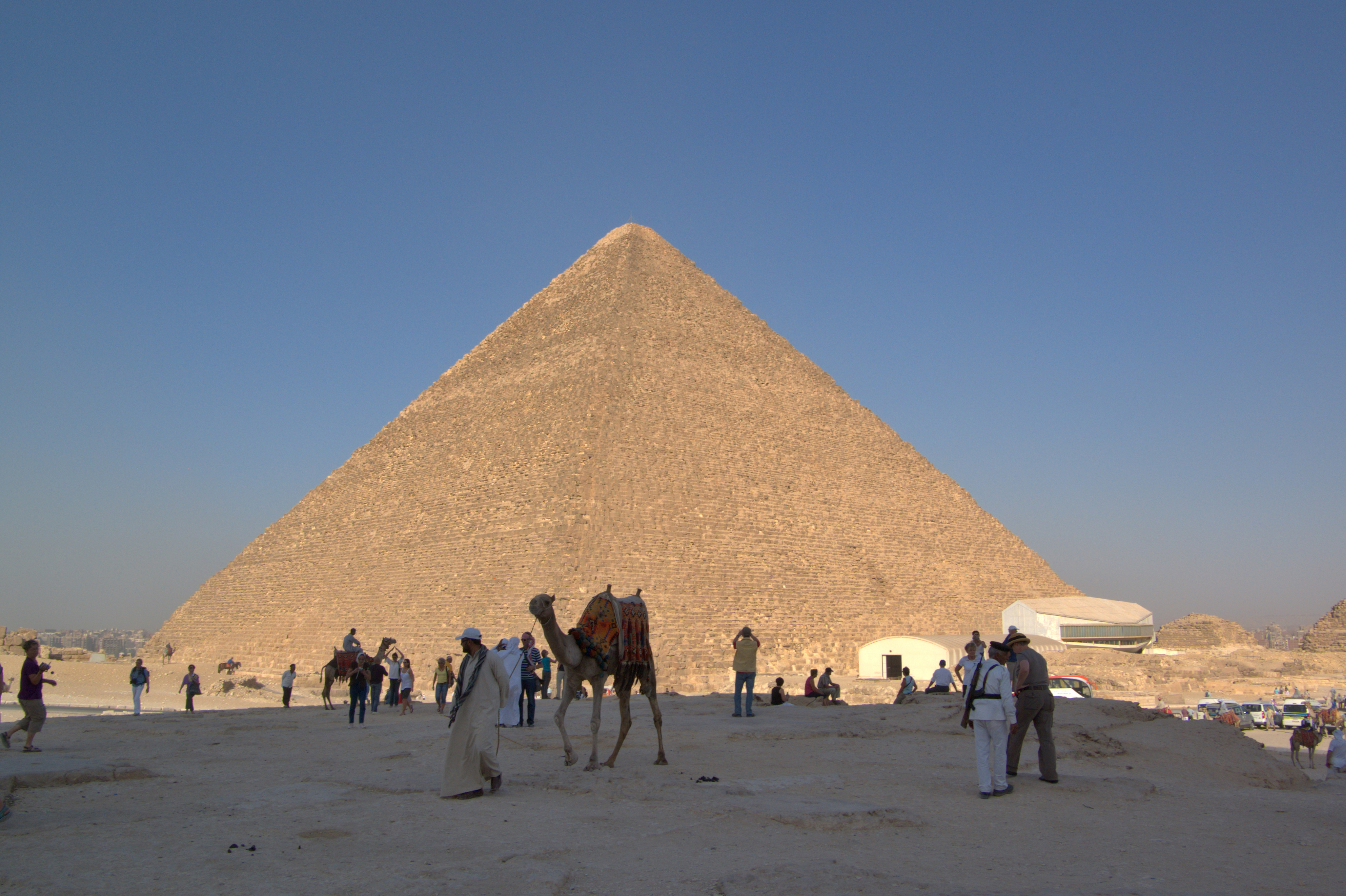
Cheops-Pyramide
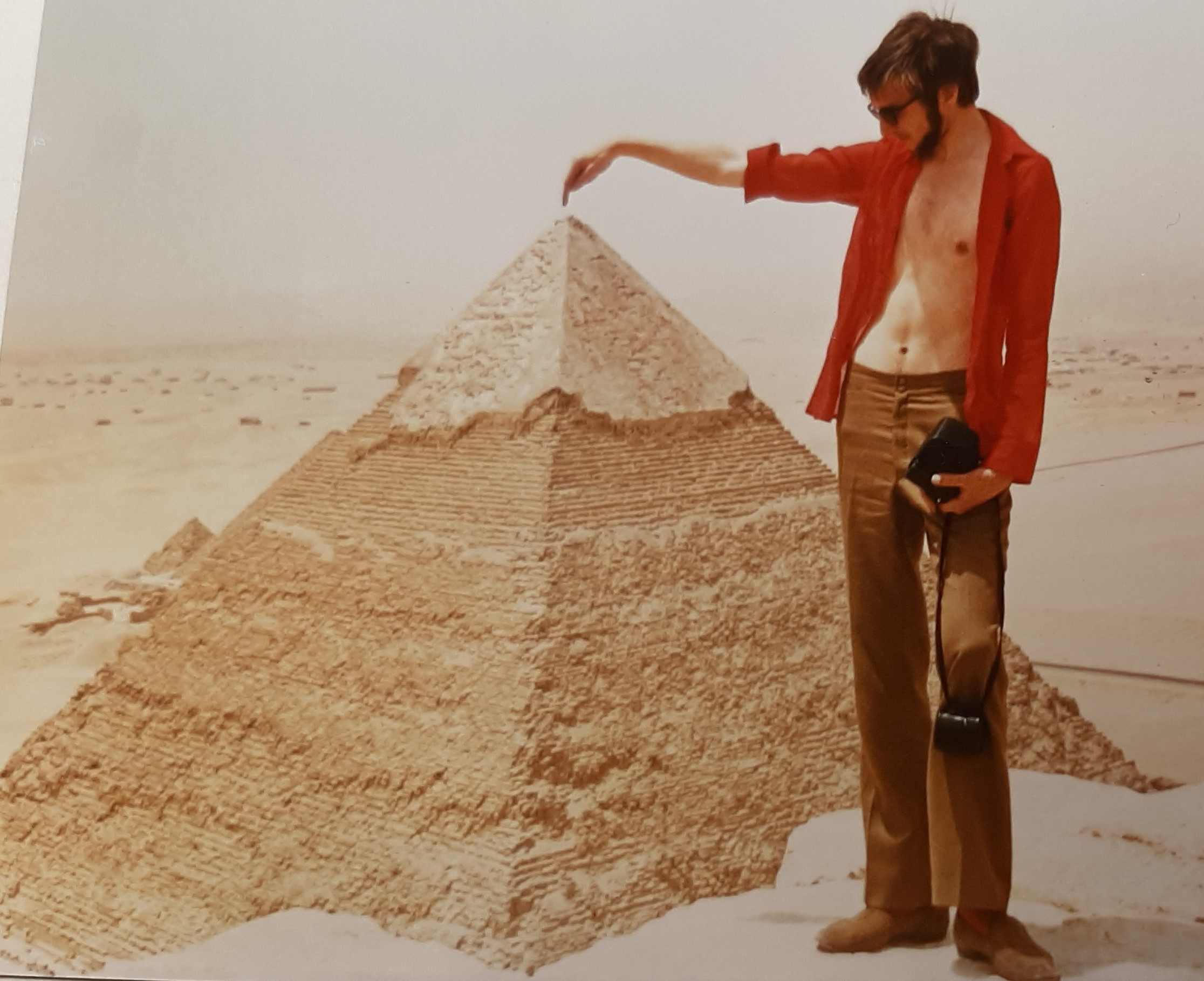
Blick von der Spitze der Cheops-Pyramide zur Chephren-Pyramide, Mai 1972
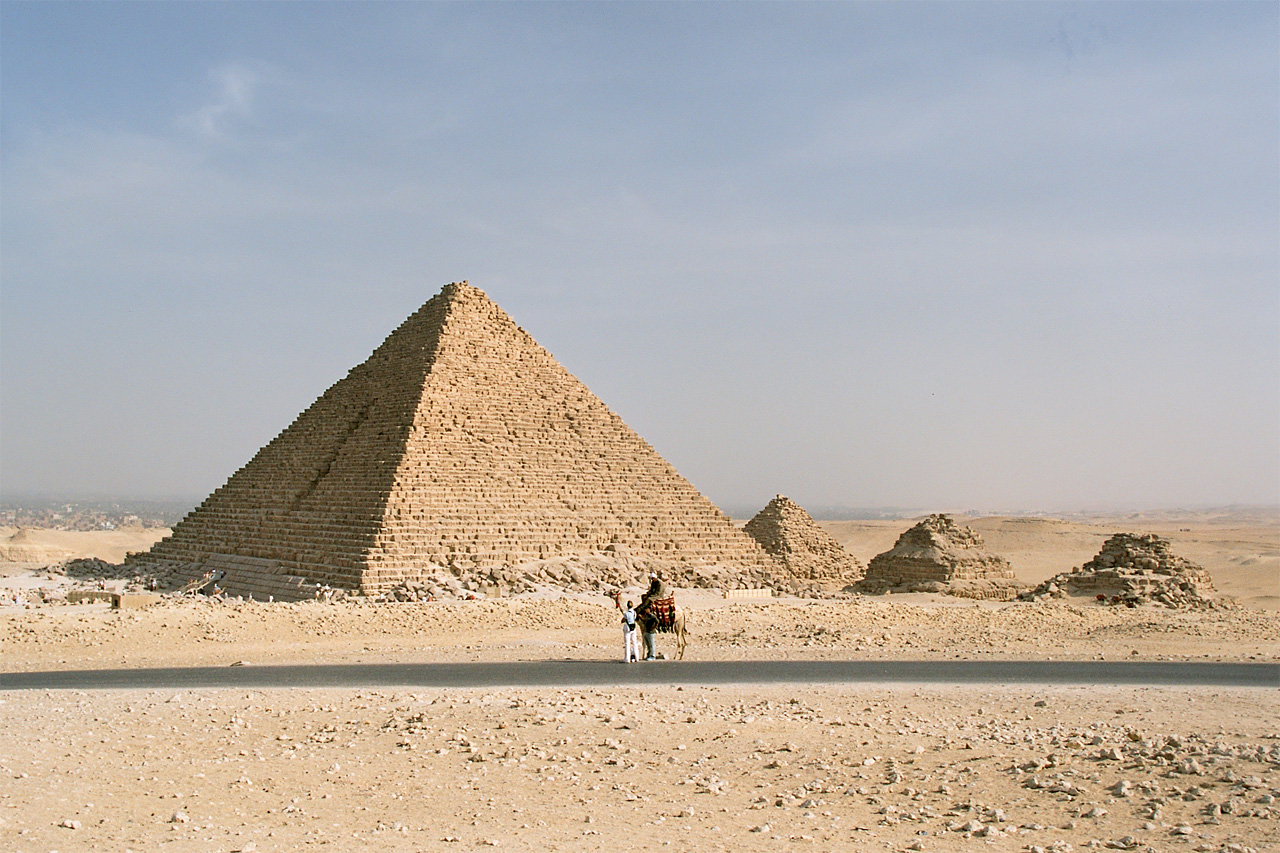
Mykerinos-Pyramide
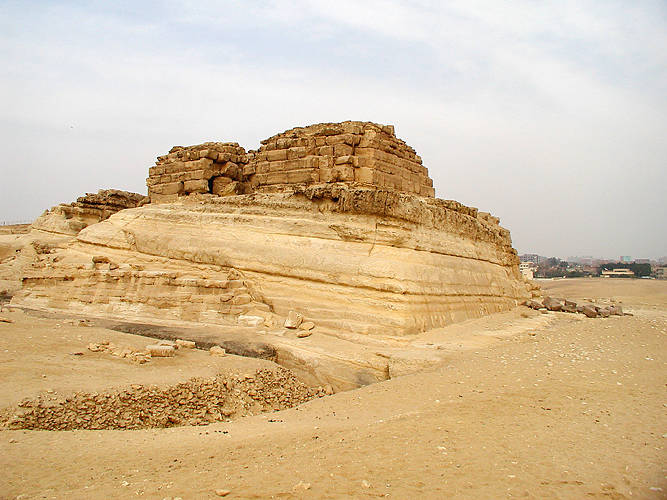
Grab der Chentkaus I.

## Neuzeit
Mit Napoleons Ägyptenfeldzug von 1798 bis 1799 begann die wissenschaftliche Erforschung der Pyramiden. Sie beeinflusste den europäischen Stil des Empire.
Unter der Leitung von Auguste Mariette fanden 1860 Ausgrabungen statt.
1979 wurden die Pyramiden und der Sphinx von Gizeh als Kulturdenkmal von der UNESCO in die Liste des Welterbes aufgenommen.
1984 prägte Ägypten 5-Piaster-Münzen mit einer Darstellung dieser Bauwerke.
2007 wurde die schon 2002 errichtete Mauer um das Pyramidenareal zeitweise geschlossen. Die durch den Besichtigungseintritt erlösten Einnahmen gehen an die ägyptische Regierung. Einheimische, die seit Generationen ihren Lebensunterhalt dort erwirtschaften konnten, sind in ihrer Arbeit stark eingeschränkt.

### Gefährdung durch Grundwasser
Anfang Juni 2012 ließ die Aufsichtsbehörde von Gizeh eine hochmoderne Pumpanlage installieren, um Grundwasser unter der Sphinx abzupumpen. Seit einiger Zeit schon sind insbesondere die Sphinx und die Taltempel durch einen steigenden Grundwasserspiegel gefährdet. Grund dafür ist ein neu installiertes Abwassersystem im benachbarten Ort Nazlet Al-Seman und ein neues Bewässerungssystem im Gebiet von Hadae Al-Ahram. Ökologen und Hydrologen warnen davor, dass durch die große Menge abgepumpten Wassers die Oberfläche abgesenkt und damit das Risiko einer Erosion erhöht wird. Damit könnten die Sphinx und die Pyramiden von Gizeh in sich zusammenbrechen. Dem widerspricht Ali El-Asfar, der Direktor des Gizeh-Plateaus. Die Pumpen würden bei einer Grundwasserhöhe von 4,5 Meter unterhalb der Oberfläche abgestellt werden. Bei dieser Höhe wären die Baudenkmäler absolut sicher, da dieser Zustand bereits in antiker Zeit vorzufinden war.

### Fund eines Nil-Seitenarms
Ein Forschungsteam um die Geoforscherin Hader Sheisha (Universität Aix-Marseille) rekonstruierte die klimatischen Bedingungen zur Zeit des Pyramidenbaus. Damals gab es einen inzwischen ausgetrockneten Seitenarm des Nil, den Khufu-Arm. Dieser führte fast bis an die Pyramiden; auf ihm konnten Baumaterialien für die Pyramiden herangeschafft werden.
Das Team gewann durch Bohrungen entlang des vermuteten Seitenarmverlaufs Bohrkerne, analysierte diese im Labor und fand Pollenspuren von Rohrkolben, Papyrus und andere Pflanzen, die im oder am Wasser wachsen. Reste von Hafenanlagen und befestigten Ufern im Boden östlich der Pyramiden sind ebenfalls Indizien dafür, dass die Quader aus Steinbrüchen den Nil hinab per Schiff zu den Pyramiden transportiert wurden. Vermutlich waren diese Transporte damals zumindest während des jährlichen Nil-Hochwassers möglich.

## Wissenswertes
Post-altägyptische volkstümliche Vorstellungen über den Inhalt der Pyramiden finden sich unter anderem in den Geschichten aus Tausendundeiner Nacht in der Erzählung Die Pyramiden.